# Tremestieri Etneo
Tremestieri Etneo település Olaszországban, Szicília régióban, Catania megyében. Lakosainak száma 19 557 fő (2023. január 1.). Tremestieri Etneo Gravina di Catania, Pedara, San Giovanni la Punta, San Gregorio di Catania, Sant’Agata li Battiati, Catania és Mascalucia községekkel határos.

## Népesség
A település lakossága az elmúlt években az alábbi módon változott:
| Lakosok száma | 20 359 | 20 356 | 19 557 |
|               | 2017   | 2018   | 2023   |